# Lincoln in the Bardo
Lincoln in the Bardo là một cuốn tiểu thuyết thể nghiệm năm 2017 của nhà văn Mỹ George Saunders. Đây là cuốn tiểu thuyết đầu tiên của Saunders với độ dài đầy đủ và là cuốn tiểu thuyết bìa cứng bán chạy nhất của New York Times trong tuần tính từ ngày 5 tháng 3 năm 2017. Saunders nổi tiếng với truyện ngắn, báo cáo và đôi khi là tiểu luận.
Cuốn tiểu thuyết diễn ra trong và sau khi con của Abraham Lincoln, William "Willie" Wallace Lincoln chết đi và tập trung vào nỗi đau của người cha. Phần lớn cuốn tiểu thuyết, diễn ra trong suốt một buổi tối, được đặt trong bardo—một không gian trung gian giữa cuộc sống và sự tái sinh.
Lincoln in the Bardo nhận được khen ngợi đặc biệt, và giành giải Man Booker Prize năm 2017.